# Хербусь, Эдита
Эдита Хербусь (пол. Edyta Herbuś) — польская танцовщица, певица, телеведущая, актриса театра и кино.

## Биография
Эдита Хербусь родилась 26 февраля 1981 года в Кельце. Занимается танцами с девятилетнего возраста, когда начала посещать танцевальную школу «Step by Step» в Кельце. В настоящее время является обладательницей высшего международного класса в латиноамериканских танцах, финалисткой чемпионатов Польши, Европы и мира по танцу модерн, трёхкратной чемпионкой Польши. В паре с Марчином Мрочеком стала победительницей танцевального конкурса Евровидения 2008 в Глазго, набрав 154 балла и опередив с разрывом в 33 балла своих соперников из России, занявших второе место. В 2010 году вместе с Томашем Баранским открыла школу танца в Отвоцке.
Всенародную известность приобрела в 2005–2006 годах, когда приняла участие в двух сезонах польской версии телепрограммы «Танцы со звездами», а затем стала ведущей популярной в Польше программы «В ритме MTV». Уже через несколько месяцев все начали просить у неё автографы и возможность с ней сфотографироваться. Окончила двухгодичные курсы визажистов театра и кино. Актёрскому мастерству обучалась у Бернарда Хиллера вначале в Доме культуры города Лодзь, а затем в  Голливуде. Сыграла несколько ролей в кинофильмах и телесериалах, дублировала мультфильмы «Динозаврик Урмель» и «Белоснежка и семь гномов». В 2008 году решительно отказалась от главной роли в американском сериале «Секс в большом городе», как только узнала, что, согласно сценарию,  должна была бы предстать обнажённой в душе. Однако вскоре после этого Хербусь разделась в российском фильме «Вольф Мессинг: видевший сквозь время», где исполнила роль россиянки немецкого происхождения, у которой был роман с главным героем. Хотя сама актриса считает эту роль очень важным опытом в своей карьере, польские СМИ и интернет-пользователи подвергли участие Хербусь в российском телесериале уничтожающей критике.
Эдита Хербусь принимает участие в конкурсах красоты, а её фотографии часто появляются на обложках популярных польских журналов. В 2004 году завоевала титул Вицемисс в польской версии конкурса Miss Hawaiian Tropic, а в 2012 году была номинирована на награду «Viva! Najpiękniejsi» в категории «Самая красивая полька». Согласно опросам, входит в тройку самых желанных женщин Польши.

### Личная жизнь
После разрыва с Мачеем Кавульским (пол. Maciej Kawulski), основателем и совладельцем крупнейшей в Польше организации смешанных боевых искусств KSW, встречалась с актёром Богуславом Качмарчиком. Недоброжелательную реакцию польских СМИ вызвал длительный роман Эдиты Хербусь с режиссёром Мариушем Трелинским.

## Избранная фильмография
- 2007 — «Мир семейства Кепских» — репортёр
- 2007–2008 — «Только любовь[пол.]» — Зузанна, няня Люси Рознер
- 2009 — «Вольф Мессинг: видевший сквозь время»   — Анна Фогт